# 사이먼 랙
사이먼 랙(Simon Lack, 1913년 12월 19일 ~ 1980년 8월 8일)은 영국의 배우, 영화배우, 텔레비전 배우이다.
런던에서 사망하였다.

## 영화
- 크라운 코트 (1972년)
- 트로그 (1970년)
- 더 부쉬베이비 (1969년)
- 세인트(영어판) (1962년)
- 지상 최대의 작전 (1962년)